# Victor Cherbuliez
Victor Cherbuliez (Genf, 1829. július 19. – Combs-la-Ville, 1899. július 1.) francia író, André Cherbuliez fia.

## Élete
Genfben, Párizsban, Bonnban és Berlinben tanult; eleinte matematikát, majd filológiát, régészetet és filozófiát. 1864-től Genfben élt, később a Revue des deux Mondes szerkesztőségébe hívták meg, ahol mint politikai és műtörténelmi cikkíró, többnyire G. Valbert álnéven dolgozott és mint regényíró igen nagy munkásságot fejtett ki. 1870-ben megkapta a francia Becsületrend kitüntetést, 1881-től a Francia Akadémia tagja volt.

## Fontosabb művei
- Un cheval de Phidias. Causeries athéniennes (2. kiad., 1864)

### Regényei
- Le comte Kostia (Páris 1862)
- Le prince Vitore (uo. 1863)
- Paule Méré (uo. 1864)
- Le roman d'une honnête femme (uo. 1866)
- Le grand œuvre (uo. 1867)
- Prosper Randoce (uo. 1868)
- L'aventure de Ladislas Bolski (uo. 1869)
- La revanche de Joseph Noirel (uo. 1872)
- Meta Holdenis (uo. 1873)
- Miss Rovel (uo. 1875)
- Le francé de Mlle Saint Maur (uo. 1876)
- Samuel Brohl et Comp. (uo. 1877)
- L'idée de Jean Têterol (uo. 1878)
- Amours fragiles (uo. 1880)
- Noirs et rouges (uo. 1881)
- La ferme du Choquard (uo. 1883)

### Kritikai és politikai írásai
- L'Allemagne politique (uo. 1870)
- Études de littérature et d'art (uo. 1872)
- L'Espagne politique (uo. 1874)
- Hommes et choses d'Allemagne (uo. 1877)
- Hommes et choses du temps présent (uo. 1883)
- Art et nature 1892
- Olivier Maugant (1885)
- La Bête, roman psychologique (1877)
- La vocation du Comte Ghislain (1889)
- Une Gageure (1890)

### Magyarul kiadott művei
- Egy becsületes asszony története, 1-2.; ford. Tolnai Lajos; Ráth, Pest, 1868
- Bolski László. Regény; ford. Csukássi Józsefné; Kocsi, Bp., 1872
- Noirel József. Regény; ford. Mártonffy Frigyes; Friebeisz, Pest, 1873
- Méré Paulina. Regény levelekben; ford. Júlia [Szász Julianna]; Stein Ny., Kolozsvár, 1876
- Saint-Maur kisasszony jegyese. Regény; ford. Visi Imre; Athenaeum, Bp., 1876
- Brohl Samu és társa. Regény; ford. U. Ilona; Athenaeum, Bp., 1877 (Jeles elbeszélők kincsestára)
- A különcz. Regény; ford. Augustus; Stein, Kolozsvár, 1877
- Apépi király. Elbeszélés; ford. Berényi László; Franklin, Bp., 1880 (Olcsó könyvtár)
- Holdenis Meta. Regény, 1-2.; ford. Ambrus Zoltán; Singer-Wolfner, Bp., 1888 (Egyetemes regénytár III.)
- Miss Rovel. Regény, 1-2.; ford. Ambrus Zoltán; Singer-Wolfner, Bp., 1890
- Művészet és természet; ford. Geőcze Sarolta; Akadémia, Bp., 1893 (A Magyar Tudományos Akadémia Könyvkiadóvállalata. U. F.)
- A Csókás-tanya. Regény, 1-2.; ford. K. Karlovszky Endre; Singer-Wolfner, Bp., 1896 (Egyetemes regénytár XI.)
- Vagyonszerzés után. Regény, 1-3.; ford. Fluck Jolán; Légrády Testvérek, Bp., 1897 (Legjobb könyvek)
- Vörösek és feketék. Regény, 1-3.; Légrády, Bp., 1899 (Legjobb könyvek III.)
- Apépi király. Francia elbeszélés; Légrády Testvérek, Bp., 1899 (Legjobb könyvek)
- Lepke kisasszony. Regény; Magyar Kereskedelmi Közlöny, Bp., 1904
- Feketék és vörösek; Révai, Bp., 1904 (Klasszikus regénytár)
- A pillangó (Jacquine Vanesse). Regény, 1-2.; Légrády Testvérek, Bp., 1906 (Legjobb könyvek)